# ساستنيبل
ساستنيبل هو برنامج- أطلقته الحركة التعليمية للشباب والأطفال «ورلد كرافت»- يهدف البرنامج للتعليم من أجل التنمية المُستدامة.
كان موضوع المشروع المخيم الكشفي العالمي لعام 2001 بمدينة نوتنغهام، حضره 4,000 شاب، ركز المخيم على تعليم التنمية المُستدامة وتم تنظيم أنشطة للأطفال من سن الخامسة إلى الخامسة والعشرين حول المواضيع المتعلقة بالمخيم.
في المخيم، تم إجراء لعبة مُحاكاة تُسمى «العالم على حبل مشدود»، حيث امتدت على طول فترة المخيم وشارك فيها العديد من الأشخاص الذين يعملون من أجل الحصول على منح مالية لخلق عالم أكثر استدامة. تضمنت المحاكاة اثنين من قمة الأرض التي عُقدت في المخيم من أجل التوصل إلى إعلان لجميع قادة العالم في القمة العالمية للتنمية المُستدامة (WSSD)، كان لقمة الأرض «محطات عمل» حيث يناقش المشاركين القضايا التي يتعين إدراجها في الإعلان.